# WildStar
WildStar — это фэнтезийная/научно-фантастическая массовая многопользовательская онлайн-игра, действия которой происходят на вымышленной планете Нексус, где загадочная и могущественная раса, известная как Eldan, исчезает, оставляя за собой ценные технологии и секреты, которые должны исследовать игроки.
WildStar была разработана и поддерживалась американской компанией Carbine Studios и издавалась NCSoft. Игра была анонсирована 17 августа 2011 года во время Gamescom. Официальный релиз состоялся 3 июня 2014 года.
29 сентября 2015 года игра перешла на новую бизнес-модель и стала предоставлять два метода игры: Free (бесплатный) и Signature (подписка).
Бесплатный метод игры имеет некоторые ограничения, например, возможность создать гильдию или иметь более 3 лотов на внутриигровом аукционе. Подробнее об отличиях можно узнать на сайте игры. Подписку можно оформить несколькими способами. Первый способ — это ежемесячная безналичная оплата (пластиковые карты, PayPal), дающая игроку 30/90/180/360 дней игрового времени. Второй метод даёт возможность покупать за реальные деньги игровой предмет, C.R.E.D.D., который даёт 30 дней игрового времени и может быть продан другому игроку за внутриигровую валюту. Это позволяет одному игроку купить C.R.E.D.D. за реальные деньги и обменять его на игровые деньги у другого игрока, а другой игрок может получить за игровую валюту месяц игрового времени.
28 ноября 2018 года сервера официально выключили, проект закрылся, а компания Carbine Studios расформирована.

## Сюжет
Действие игры происходит в вымышленной вселенной на недавно открытой планете — Нексусе. За планету, некогда населённую чрезвычайно продвинутой расой, известной как Eldan, борются две фракции, каждая из которых надеется получить контроль над технологиями, оставленных загадочными Элданами; Доминион, межгалактическая империя, которая правит Галактикой на протяжении двух тысяч лет и теперь хочет занять Нексус, как своё законное владение и Изгнанники — группа беженцев, бандитов и наёмников, которые были изгнаны из своих миров «Доминионом» и теперь пришли на планету Нексус в поисках своего нового дома.

## Игровой процесс
В WildStar игрок вначале создаёт персонажа, которым и будет играть в течение игровой сессии. Эти персонажи могут передвигаться в открытом игровом мире. В основном, игровой процесс состоит из выполнения заданий, прохождения подземелий и сражений типа «игрок против игрока».

### Передвижение
WildStar предоставляет игроку множество способов перемещения по игровому миру, такие как двойной прыжок, бег и рывок. Эти возможности игрок использует, чтобы проходить головоломки, основанные на прыжках, и гонки.
В игре также присутствуют зоны с пониженной гравитацией, позволяя игроку прыгать выше.

### Боевая система
WildStar использует «non-target» систему наведения атак. Как только противник активирует какую-либо атакующую способность, на поверхности игрового пространства появляется метка, которая показывают куда целится противник. Это позволяет прогнозировать атаки противника и лечение союзников. Игрок может избежать атаку противника, просто выпрыгнув или отойдя из зоны её действия.
Атаки игрока также используют систему меток. Это означает, что игроку нужно использовать способности в правильном направлении, если он хочет нанести урон противнику.

## Разработка
Разработка WildStar началась в 2005 году, после того, как 17 сотрудников Blizzard Entertainment основали Carbine Studios.
В 2007 году Carbine была приобретена южно-корейской компанией NCSoft, в которой сказали, что они работают над ещё неанонсированным проектом.
WildStar была анонсирована на мероприятии Gamescom 2011. Двумя неделями позже больше игрового процесса и информации было представлено на PAX Prime 2011.
28 мая 2015 года NCSoft официально анонсировали, что игра станет распространяться по условно-бесплатной модели с 29 сентября 2015.

## Приём
| Сводный рейтинг | Сводный рейтинг        |
| Агрегатор       | Оценка                 |
| --------------- | ---------------------- |
| GameRankings    | 80,52 %                |
| Metacritic      | (PC) 82/100(52 обзора) |

Игра получила преимущественно положительные отзывы. На сайте-агрегаторе Metacritic средняя оценка игры составляет 82 из 100 на основе 52 обзоров для платформы PC.
Летом 2018 года, благодаря уязвимости в защите Steam Web API, стало известно, что точное количество пользователей сервиса Steam, которые играли в игру хотя бы один раз, составляет 857 109 человек.